# Doomsday Blue
"Doomsday Blue" é uma canção da cantora irlandesa Bambie Thug que irá representou a Irlanda no Festival Eurovisão da Canção 2024, após vencer a final nacional.

A canção atuou na 1.ª semifinal, tendo sido apurada para a final onde terminou em sexto lugar com 278 pontos.